# 대덕초등학교 (경기)
대덕초등학교는 대한민국 경기도 안성시 대덕면 모산리에 있는 공립 초등학교이다.

## 학교 연혁
- 1935년 10월 22일 대덕공립보통학교 개교(설립인가 8월 16일)
- 1938년 4월 1일 대덕공립심상소학교로 개칭
- 1941년 4월 1일 대덕공립국민학교로 개칭
- 1981년 3월 1일 병설유치원 개원
- 1996년 3월 1일 대덕초등학교로 교명 변경
- 2019년 9월 1일 제23대 박성만 공모제 교장 취임
- 2020년 3월 1일 6학급 편성(133명)
- 2025년 10월 22일 개교 90주년

## 참고 자료
- 대덕초등학교 - 한국교육학술정보원 학교알리미